# Ute Reeh
Ute Reeh (* 1958 in München) ist eine deutsche bildende Künstlerin, Konzeptkünstlerin,  Bildhauerin, Performerin und Zeichnerin, die vor allem für ihre partizipativen Projekte bekannt ist.

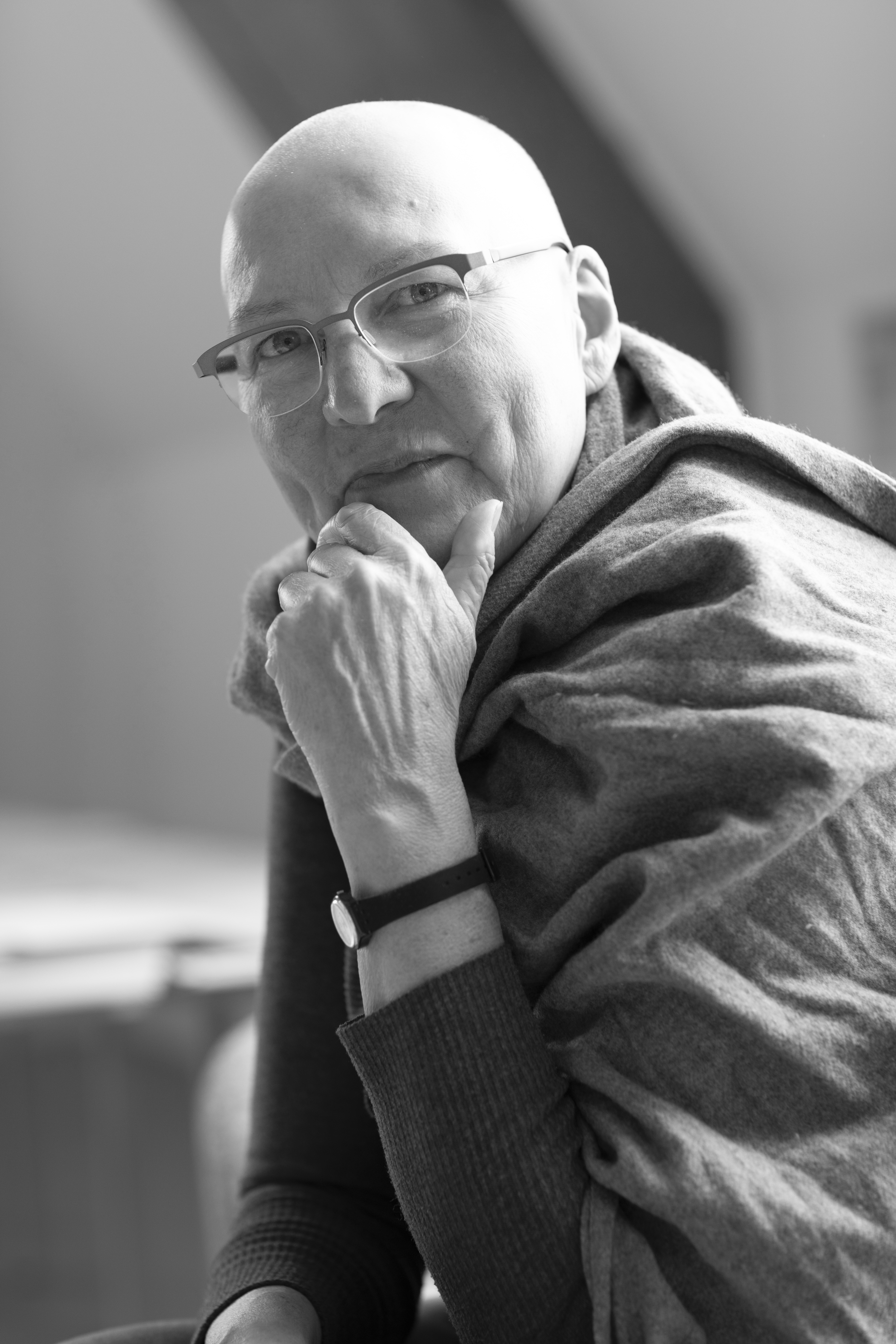
Ute Reeh, 2019

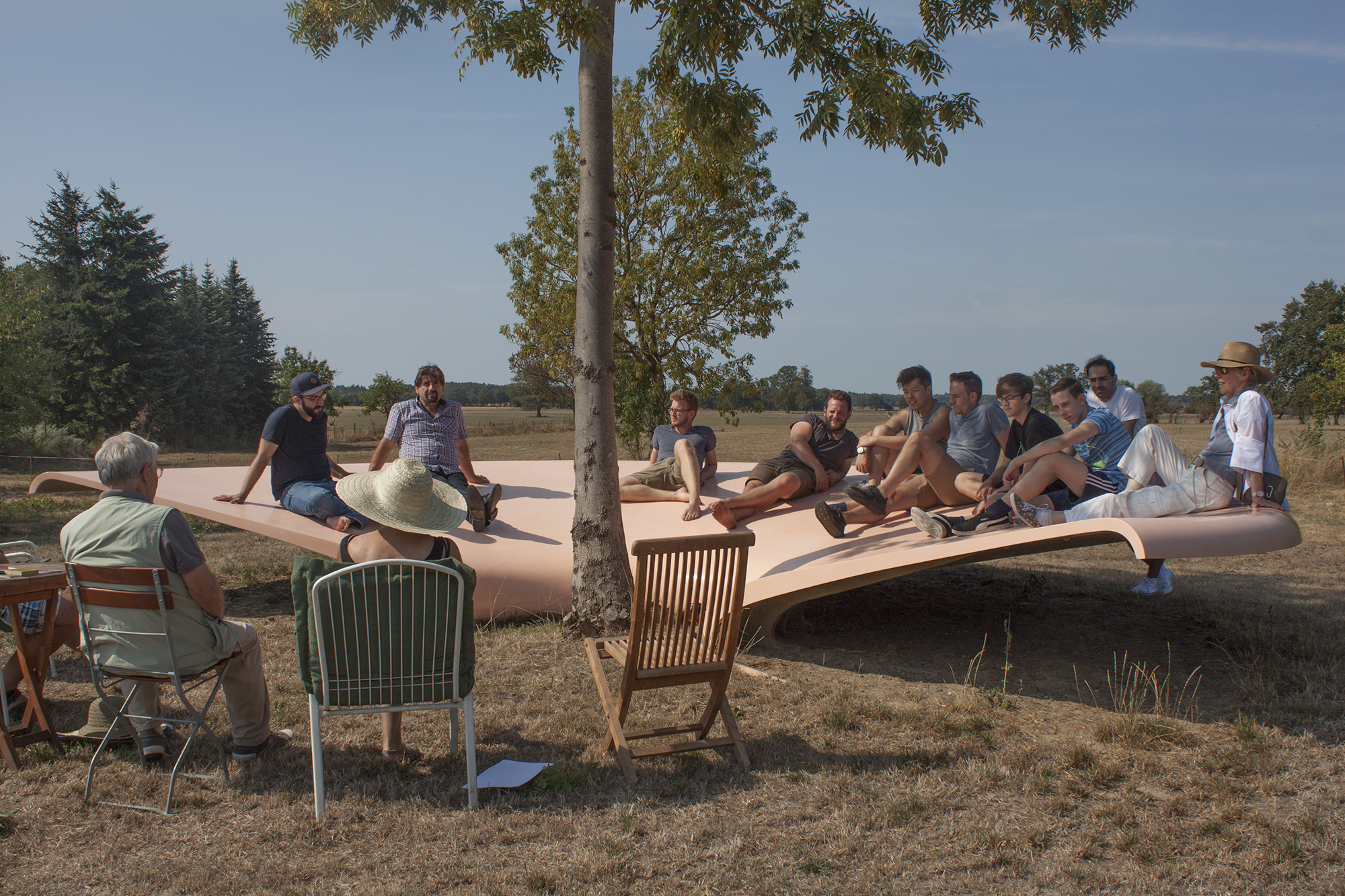
Drittes Wiesengespräch auf Baumscheibe, Zentrum für Peripherie, Karstädt, 2018

## Leben und Werdegang
Ute Reeh ist die älteste Tochter des Quantenfeldtheoretikers Helmut Reeh und der Lehrerin Edda Reeh. Ute Reeh besuchte Schulen in Princeton, USA, München und Göttingen. Sie studierte zunächst Mathematik in Göttingen, dann Biologie und Kunst in Kassel (Performance und Bildhauerei bei Harry Kramer und Alf Schuler), sowie an der Kunstakademie Düsseldorf Skulptur und Videokunst bei David Rabinowitch und Nam June Paik. Im Jahr 1992 erhielt sie den Meisterschüler-Titel der Kunstakademie Düsseldorf auf Vorschlag von Nam June Paik.

## Performance
Ute Reeh begann ihre künstlerische Arbeit im Grenzgebiet zwischen Performance, Zeichnung, Film/Video und Skulptur. Zeichnung nutzt sie als Mittel des Dialogs, zunächst des Körpers mit sich selbst, mit dem Raum, mit zwei oder mehr Menschen und schließlich zur Darstellung komplexer Wechselwirkungen von Systemen. In ihren Performances (1980er Jahre) thematisierte Reeh die Beziehung zwischen dem Körper und seinem Umraum, zwischen Konstruktion und scheinbarer Formlosigkeit, zwischen Kontrolle und Kontrollverlust. Ihre letzte Live-Performance (Performance, 1990, VIP Filmfestival Berlin, an vier Veranstaltungsorten) stellte eine Zäsur dar. Das Publikum war gleichberechtigter Teil einer für beide Seiten (Künstlerin und Publikum) offenen Situation. Es folgten zunehmend komplexe Projekte, bei denen das Publikum, zunächst ohne es zu ahnen, zu Erfindern eigener Performances wurde.

## KunstprojekteMusterundReise
Kern des zeitgleich mit Performance entstandenen Beginns von Muster waren kleine gezeichnete, nackte Figuren. Diese Figuren bildeten – gedruckt auf Textilien und andere Materialien – ein Muster, das von Firmen Rosenthal und Fischbacher übernahmen. Das Muster erscheint auf Porzellan, Bettwäsche, Teppichen, Tapeten, Unterwäsche, Krawatten etc.
Das Projekt Reise (1996–1999) spürte den Mustern nach, die sich auf verschiedenen Trägern, wie Sofas, Teppichen und anderen Textilien, Kleidungsstücken und in Inneneinrichtungen verbreitet hatten. Das aus Muster entstandene Internet- und Buchprojekt ging auf Weltreise.. Das Projekt wurde vom Kunstfonds e.V. Bonn, von TECTA Lauenförde und vom Kulturamt der Stadt Düsseldorf gefördert.

## Skulptur
Ute Reehs benutzbare Skulpturen sind zur Kommunikation und zum Perspektivwechsel einladende Objekte, die jeweils als Prototyp existieren:
- Baumscheiben, 2002, Realisation 2003 und 2016[5]
- Baumzungen, 2008–2012[6]
- Therapeutical Sculptures, 2010–2015[7]

## Zeichnen
Im Zentrum von Ute Reehs Arbeit stehen ihre Zeichnungen. Neben Skizzen und Entwürfen für ihre bildhauerische Arbeit entwickelte sie eine Zeichenmethode aus ihrer performativen Arbeit. Sie selbst und alle weiteren Akteure hielten eine Kreide in jeder Hand, um Räume, Grenzen, Interaktionen auf großen Papierflächen einzuzeichnen. Verblüfft über die Präzision, mit der dabei wenig bewusste Bezüge sichtbar wurden, nutzt sie diese Methode seither, um komplexe Systeme darzustellen. Ute Reeh wirbt dafür, die Kompetenzen bildender Künstler bei komplexen, schwer überschaubaren sozialen, ökologischen und ökonomischen Problemstellungen einzubeziehen. Als Bildhauerin und Performerin begreift sie Systeme als plastische, in Zeit und Raum veränderbare Gebilde, die sich von allen Seiten betrachten, untersuchen und zeichnen lassen. Analog zeichnet sie Prozesse, ihre Erfolge, ihr Stocken, ihre Synergien, ihre Hindernisse aus vielen Blickwinkeln und in ihrem zeitlichen Fluss. Beziehungen, wiederkehrende Muster und gesellschaftliche Zusammenhänge werden so sichtbarer und verständlicher. Dies ermöglicht es der Zeichnerin und allen Beteiligten, ihr eigenes System mitsamt seinen blinden Flecken von verschiedenen Seiten zu betrachten. Ihre Zeichnungen nutzt Ute Reeh, um deutlich zu machen, dass die uns umgebenden Strukturen beweglich und gestaltbar sind.

## Form und gesellschaftliche Prozesse
Ein Grundelement in Ute Reehs jüngerer Arbeit ist, Systeme und die Form von Prozessen als virtuelle Skulptur zu begreifen. Die Künstlerin identifiziert und erschafft – wie sie es nennt – „Löcher im System“, die es möglich machen, routinierte Abläufe umzukehren oder alternative Vorgehensweisen zu finden. Daraus schließt sie, dass es keine definitiven Sicherheiten, keine finiten Routinen gibt, und dass Menschen sich auf Konzepte und Regeln einigen, um mit der Komplexität der Welt umzugehen. Die 'Löcher im System' stellen Freiräume – gewissermaßen unbesetzte Hohlräume – in diesen mehr oder weniger fest gefügten Strukturen dar, die geistiges und praktisches Potenzial bergen, Entfaltungsräume für Kultur. Die von der Künstlerin für gesellschaftlich bezogene Projekte angewandte Methode ist, betroffene Menschen verschiedener Generationen mit Studierenden und Fachleuten zusammenzubringen. Diese als Prozess angelegte Projektentwicklung erhöht die Akzeptanz in der Bevölkerung, bewirkt anhaltendes Engagement auch nach Fertigstellung und erfüllt soziale und kulturelle Einbindung. Jeweils am Beginn solcher Prozesse steht der kreative Input von Kindern, deren Ideen im weiteren Verlauf ausgebaut werden. Partizipation wird dabei nicht primär als soziale Maßnahme, sondern als Mehrwert betrachtet, der die Projekte voranbringt und vervollkommnet.

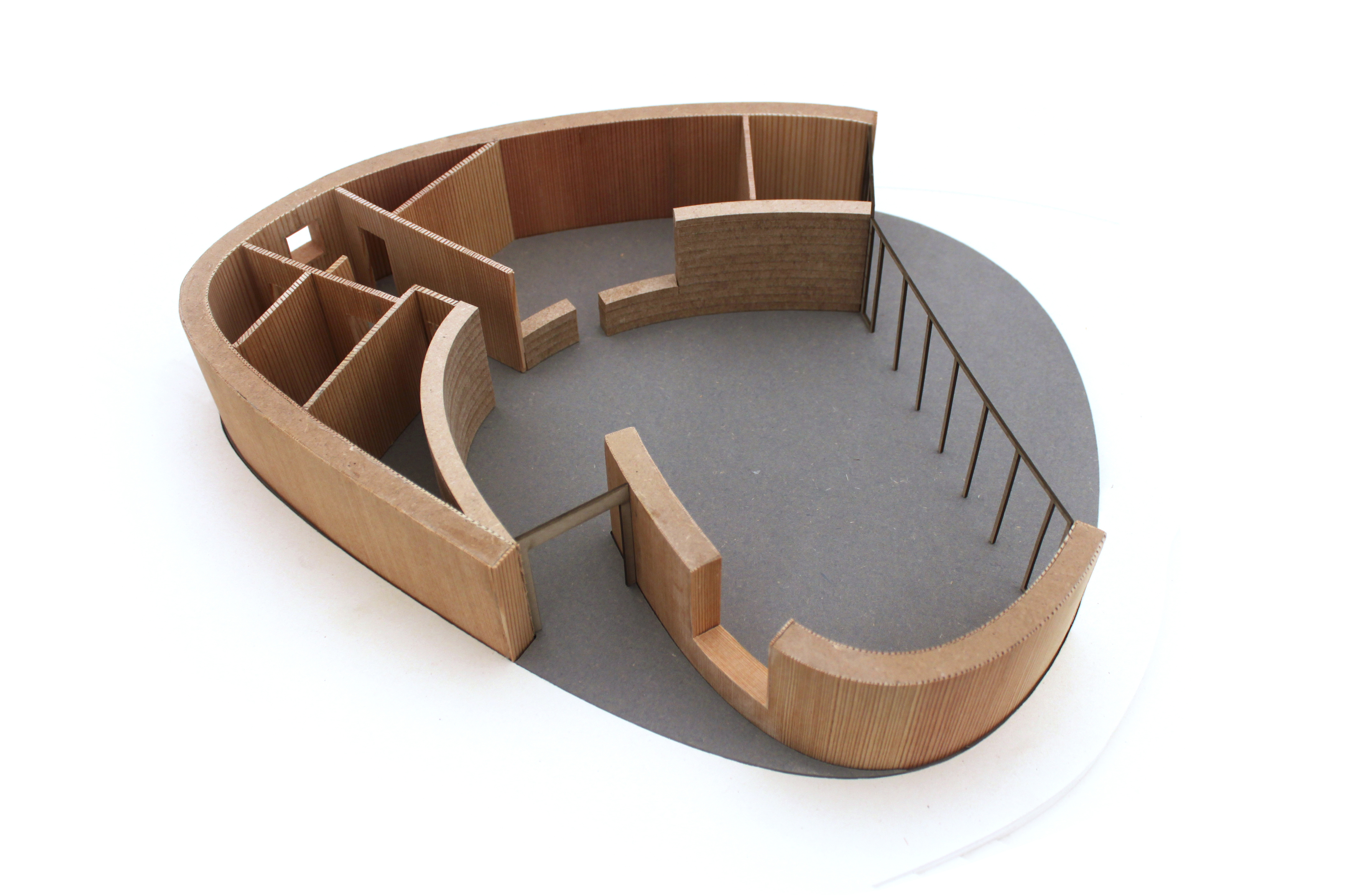
Modell des Wiesencafé

Aktuelles Beispiel für Reehs Prozesse ist das Projekt Wiesencafé am Wittenberger Weg in Düsseldorf-Garath. Obwohl erst das Fundament steht, fanden und finden dort viele Aktivitäten und Veranstaltungen statt. Kinder und Jugendliche aus verschiedenen Stadtteilen entwarfen u. a. gemeinsam Möbel und Geschirr. Zusammen mit Studierenden der Peter Behrens School of Arts (Hochschule Düsseldorf) bauten sie Stühle in unterschiedlichen Formen nach ihren eigenen Entwürfen. Wechselnde Künstler arbeiteten seit 2017 als Stipendiaten des Zentrum für Peripherie am Wittenberger Weg. Die Architektur des Wiesencafé ist in einem vielstufigen Prozess entstanden. Sie ist als funktionierendes Café geplant. Die Bodenplatte fungiert seit Oktober 2017 als Bühne, Plattform und benutzbare Skulptur im öffentlichen Raum.

## Kunst am Bau als Prozess
Von 1998 bis 2008 begleitete Ute Reeh als Künstlerin eine große Gesamtschule in Düsseldorf und definierte ihre Form künstlerisch-systemischer Arbeit als Schulkunst – Kunst verändert Schule. 2009 initiierte Ute Reeh Kunst am Bau als Prozess als ganzheitlichen und partizipativen Ansatz der Projektentwicklung. 2013 wurde dessen Referenzprojekt, Eine Terrasse für die Alfred-Herrhausen-Schule, mit dem Schulbaupreis NRW 2013 ausgezeichnet. 2008 und 2015 veröffentlichte Reeh im Beltz-Verlag zwei Titel zu diesem Experiment künstlerischer Schul- und Stadtentwicklung.
Dazu schrieb Prof. Bernhard Chiquet, Fachhochschule Nordwestschweiz, 2015: „Drei Kunsttheoretiker, Raimar Stange, Heinz Schütz und Georg Mallitz verorten am Schluss des Buches Reehs Schulkunst historisch in der Entwicklung partizipativer Kunst seit dem Barock, als Weiterentwicklung des Fördersystems „Kunst am Bau“ seit den Krisenjahren Anfang des 20. Jahrhunderts sowie, philosophisch, vor dem Hintergrund einer aktuellen Auslegung des antiken Begriffs der „Chora“, einer Art Ermöglichungsraum, wie wir heute sagen würden. (…) In und zwischen den Geschichten gelungener Projekte blitzen dabei immer wieder Sätze auf, die es in sich haben: „Im Grunde ist das Projekt eine fundamentale Systemkritik“, findet der Pädagoge Otto Seydel, der Reehs Projekte als ein Mitglied des vielfältig zusammengesetzten Beirats begleitet. An anderer Stelle denkt der Musiker und Architekturtheoretiker Christopher Dell darüber nach, wie Kinder und Jugendliche in Schulkunstprojekten zwar nicht „funktionalisiert“ würden, sich aber eine Funktion im sozialen und gestalterischen Gefüge erarbeiteten, etwas, was ihnen normalerweise weder zugetraut noch zugestanden würde.“

## Zentrum für Peripherie
2014 gründete Ute Reeh das Zentrum für Peripherie. Sie initiiert unter diesem Begriff die Reihe Bausteine einer Theorie des Peripheren und etliche Veranstaltungen und Projektprozesse in Brandenburg und Nordrhein-Westfalen. Künstlerisches Prinzip ist die Arbeit mit offenem Ausgang – und dass jeder Projektprozess mit den Anliegen von Menschen vor Ort beginnt. Deren Vorsprung ermöglicht ihnen, eigene Wahrnehmungen und Ideen darzustellen und auszuformulieren. Mit ihren Vorstellungen gehen sie in den Dialog mit Künstlern, Planern, Handwerkern. Sie bleiben nach diesem Prinzip auch bei der Weiterplanung und der Umsetzung beteiligt. Diese Verfahrensweise lässt sich auf alle Gruppen übertragen, die normalerweise bei Entscheidungsprozessen kaum mitbestimmen können. Die Stärke dieses künstlerischen Prinzips liegt darin, dass Formen, Strukturen und Innovationen entstehen, die weder Laien noch Spezialisten allein gefunden hätten. Seit 2018 hat Ute Reeh mit dem Stipendium Artists in Wittenberger Weg in Düsseldorf ein Format geschaffen, das mit Prozessen arbeitende Künstler vernetzt. Im Format Wiesengespräche im kleinen Dorf Nebelin in Brandenburg bringt sie Menschen jeden Alters der Region in Austausch mit Planern, Wissenschaftlern und Künstlern. Naturschutz hochklappen – eine Lärmschutzwand aus Lehm: Im Juni 2020 wurde in Nebelin eine Probelärmschutzwand aus Lehm eingeweiht, die sogenannte Alhambra Brandenburg, ein Projekt, das Ute Reeh mit dem Zentrum für Peripherie ins Leben gerufen, zusammen mit einem internationalen Forschungsteam realisiert hat und bis heute weiter entwickelt.

## Publikationen
- Muster, Ute Reeh, Beitrag zum Projekt Muster, 1996–1997 in München, Hannover, Berlin, Leipzig, Köln, Düsseldorf und bei 3SAT, 1996.
- Reise, Ute Reeh, Hrsg. und Verlag Edition Hundertmark, Köln 2000. ISBN 3-00-003909-0
- Baumscheiben, Hrsg. Ute Reeh, Beitrag zur Ausstellung Baumscheibenbüro, Galerie Borgmann Nathusius, Köln 2002.
- Cityfiction[48], Hrsg. Kunstakademie Münster, Verlag der Kunstakademie Münster, 2008. ISBN 978-3-928682-61-9
- Schulkunst – Kunst verändert Schule, Ute Reeh, Verlag Weinheim, Basel 2008. ISBN 978-3-407-62632-5
- Alles kann auch anders sein, Ute Reeh, Beitrag zur Ausstellung Stadtbeziehung, Meschede 2010. Stadtbeziehung war Teil des Ausstellungsprojekts BLICKWECHSEL, das 2010 in 42 Städten in Nordrhein-Westfalen stattfand. Kurator und Projektleiter war Dr. Bernd Apke, Kultursekretariat NRW Gütersloh.
- Therapeutical Sculptures, Ute Reeh, Kunstakademie Münster, 2013. ISBN 978-3-928682-95-4
- Gespräch mit Ute Reeh in: Mit Ecken und Kanten. Kunstunterricht als eine Frage der Haltung, Hrsg. Tanja Wetzel / Sabine Lenk, Kopaed Verlagsgmbh, München 2013. ISBN 978-3-86736-290-0
- dekfa Handbuch, Ute Reeh, Edition & Verlag Kloster Bentlage, Rheine, 2014. ISBN 978-3-939812-37-1
- Was Kunst kann – Kunst am Bau als Prozess und als Katalysator für Schulentwicklung, Hrsg. Ute Reeh, Verlag Weinheim, Basel 2015. ISBN 978-3-407-62898-5[49]
- Ute Reeh: Behauptungen zu Kunst, Konzept und Welt, Kunstpädagogische Positionen 38, Hrsg. Universität zu Köln, 2017. ISBN 978-3-943694-17-8[50]
- Artists in Wittenberger Weg 2018, Hrsg. Ute Reeh, Verlag Zentrum für Peripherie, Düsseldorf 2019. ISBN 978-3-9820473-0-0
- Ute Reeh: Löcher im System, Beitrag in Im Wahrnehmen Beziehungs- und Erkenntnisräume öffnen, Ästhetische Wahrnehmung in Kunst, Bildung und Forschung, Reihe Didaktische Logiken des Unbestimmten, Hrsg. Birgit Engel und Katja Böhme, Bd. IV, kopaed, München 2020, ISBN 978-3-86736-570-3, S. 203–221.

## Einzelausstellungen und Aktionen
- 1987: Les attouchements d’Ute, EBA Toulouse, Frankreich. Abschlussausstellung ihres Stipendiums in Toulouse (erster Preis der Première Biennale des Écoles d´Art d´Europe, Toulouse, Frankreich)
- 1996: Die 'Deutsche Städte Reklame' plakatiert Muster in 9 Großstädten vier Wochen lang. Muster als Intervention wird gezeigt im Sprengel Museum, Hannover, und in der Neuen Galerie, Kassel. Muster als Ausstellung: Galerie von der Tann, Berlin; Galerie Bochynek, Düsseldorf; Galerie Rupert Walser, München[51]; Galerie und Edition Hundertmark, Köln[52]
- 1997: Muster in Kulturzeit, 3Sat, eine Woche lang täglich.
- 1997: Muster in der Leipziger Galerie für zeitgenössische Kunst, Leipzig.
- 1997: Muster: Die Firma Fischbacher produziert Muster-Bettwäsche.
- 1997: Muster: Das Schuhhaus Bally produziert Muster-Prototypen für Damen und Herren.
- 1999: Reise und Vasen, Galerie und Edition Hundertmark, Köln.
- 1999: Vasen, Raum X, Düsseldorf.
- 2002: Baumscheibenbüro, Galerie Borgmann Nathusius, plan02, Köln.[53]
- 2004: Liebesraumbar, Hallmackenreuther, Köln.[54]
- 2006: Männer und Frauen, Tanzhaus NRW, Düsseldorf.
- 2007: Clots, Atelier am Eck, Düsseldorf.
- 2010 Stadtbeziehung, Stadtraum und Abtei, Meschede, im Rahmen des überregionalen Projekts 'Blickwechsel'[55][56]
- 2012: Therapeutical Sculptures, Wewerka Pavillon, Münster[57]
- 2013: dekfa, Kloster Bentlage, Rheine[58]
- 2016: Jede Avantgarde kommt aus der Peripherie, Kloster Bentlage, Rheine[59]
- 2018: Zusammenarbeit, Wewerka Pavillon, Münster[60]
- 2018: Löcher im Konzept, Kyotobar, Köln[61]
- 2019: Körper, Villa Waldfrieden, Wuppertal[62]

## Ausstellungsbeteiligungen (Auswahl)
- 1986: Performance, Frauenmuseum, Bonn
- 1990: Performance, VIP Film Festival, Berlin
- 1990: Filmperformance, AVE Festival, Arnhem, Niederlande
- 1996: Muster in der Galerie Renate Kammer, Hamburg
- 1997: Schuhe, Neue Galerie Dachau, Bally München, und Süddeutsche Zeitung
- 1997: Muster im Umbauraum, Künstlerhaus Stuttgart
- 1998: Fotocollagen, Galerie und Edition Hundertmark, Köln
- 2000: Vasen, Back to Kassel, Kasseler Kunstverein, Kassel
- 2001: Patterns of Life, Museum Schloss Hardenberg, Neviges[63]
- 2002 Vases, Interiors Dornbracht, Mailand, Italien.
- 2002 TONIGHT, Schnittraum, Köln.
- 2003: Baumscheibe, Euroga 2002plus und Dezentrale Landesgartenschau 2002, Wülfrath[64][65]
- 2004: Stadtlicht – Lichtkunst, Simulation einer Baumscheibe für den Museumspark, Wilhelm Lehmbruck Museum, Duisburg[66]
- 2005: Zeichnen, Projektion, Künstlerverein Malkasten, Düsseldorf
- 2006: pattern project, Symposium und Ausstellung, Mannheim[67]
- 2008: Baumzunge, erster Preis und Realisation, Skulpturenwettbewerb der Volksbank Detmold, Detmold

## Kunst am Bau / Kunst im öffentlichen Raum / Wettbewerbe
- 1998–2008: Schulkunst, Begleitung der Dieter Forte Gesamtschule, Düsseldorf[68][69]
- 2001: Jungbrunnen für Ludwigslust, Ankauf, Stadt Ludwigslust
- 2003: Baumscheibe, Ankauf und Realisation, Stadt Wülfrath[70]
- 2005: Baumzunge, Ankauf und Realisation, Stadt Detmold.[71]
- 2009–2012 Modellversuch Schulkunst, Kunst am Bau als Prozess an Düsseldorfer Schulen.[72]
- 2013: Schulbaupreis NRW für: Eine Terrasse für die Alfred-Herrhausen-Schule, Düsseldorf, Prozess und Ergebnis des Referenzprojekts Modellversuch Schulkunst[73]
- 2013–2021: Arm oder reich? Veränderungsprozess von innen am Perleberger und Wittenberger Weg in Düsseldorf (Förderung: Aktion Mensch, Stadt Düsseldorf Ikea Stiftung, Wübben Stiftung, Albert Sevinc Stiftung, Baukultur Nordrhein-Westfalen, Holcim AG, Architektenkammer NRW)[74]
- 2015–2016: Perspektiven 2030 – Wettbewerb Zukunftsstadt des BMBF. Das Zentrum für Peripherie begleitet Perleberg und Wittenberge[75]
- 2023: Kunstkommission Düsseldorf, Gestaltungswettbewerb für Schallschutzwände: LEHM gefaltete Erde von Ute Reeh / Zentrum für Peripherie ist einer der drei Siegerentwürfe.[76][77]

## Stipendien
- 1987: Stipendium in Toulouse (erster Preis der Première Biennale des Écoles d´Art d´Europe, Toulouse, Frankreich)[78]
- 1992: Stipendium der Fondacion Noesis, Calaceite, Spanien
- 1996: Förderung von Muster durch das Ministerium für Stadtentwicklung, Kultur und Sport NRW und andere
- 1998: Projektstipendium des Kunstfonds e.V. Bonn
- 2006: Atelierstipendium der Stadt Düsseldorf, Ein Hod, Israel
- 2008–2009: Förderung von Visual Therapies, Filmlaboratorium Studio für zeitgenössische Film- und Videokunst, Filmwerkstatt Düsseldorf

## Lehraufträge
- Zeichnen, Universität Köln, Wintersemester 2001
- Cityfiction, Kunstakademie Münster, Wintersemester 2005 / 2006 und Sommersemester 2007
- Schulkunst, Universität Siegen, Sommersemester 2007 und Wintersemester 2007 / 2008
- Projektionen, Kunstakademie Münster, Wintersemester 2009 / 2010
- Was Kunst Kann, Universität Halle, Sommersemester 2009 und 2012
- Visual Therapies, Kunstakademie Münster, Sommersemester 2012
- Schule anders!, Universität Köln, Sommersemester 2014 bis Wintersemester 2017 / 2018
- Mitten drin im Zentrum für Peripherie, Technische Universität Wien, Kunst1, Sommersemester 2018